# Eric Yeo
Yeo Oon Tat, detto Eric (17 luglio 1936 – Singapore, 15 marzo 2015), è stato un pallanuotista singaporiano, che ha partecipato alle Olimpiadi estive di Melbourne 1956.
Ha vinto cinque medaglie d'oro di pallanuoto ai Giochi del Sudest asiatico (1965, 1967, 1969, 1971, 1973). Medaglia d'argento ai Giochi Asiatici del 1958 nella pallanuoto. Negli anni 1958-1974 è apparso in tutte le edizioni dei Giochi Asiatici e dei Giochi del Sudest Asiatico.
Nel 1995 è diventato capo allenatore della squadra di pallanuoto di Singapore , sostituendo Tan Eng Bock.
Successivamente, è stato vicepresidente della pallanuoto per la Singapore Swimming Association.